# Одноэлектронный транзистор
Одноэлектронный транзистор (англ. Single-electron transistor, SET) — концепция транзистора, использующего возможность получения заметных изменений напряжения при манипуляции с отдельными электронами. Такая возможность имеется, в частности, благодаря явлению кулоновской блокады.

## История
Впервые о возможности создания одноэлектронных транзисторов на основе кулоновской блокады сообщили в 1986 г. советские учёные К. К. Лихарев и Д. В. Аверин. В 1996 г. российские физики С. П. Губин, В. В. Колесов, Е. С. Солдатов, А. С. Трифонов, В. В. Ханин, Г. Б. Хомутов, С. А. Яковенко впервые в мире создали одноэлектронный молекулярный нанокластерный транзистор, работающий при комнатной температуре.[значимость факта?]

## Устройство
Аналогично полевому полупроводниковому транзистору, одноэлектронный транзистор имеет три электрода: исток, сток и затвор. В области между электродами располагаются два туннельных перехода, разделённых дополнительным металлическим или полупроводниковым электродом с малой ёмкостью, который называется «островом». Остров представляет собой наночастицу или кластер нанометровых размеров, изолированный от электродов диэлектрическими прослойками, через которые и может при определённых условиях происходить движение электрона. Электрический потенциал острова может регулироваться изменением напряжения на затворе, с которым остров связан ёмкостной связью. Если приложить напряжение между истоком и стоком, то ток, вообще говоря, протекать не будет, поскольку электроны заблокированы на наночастице. Когда потенциал на затворе станет больше некоторого порогового значения, кулоновская блокада прорвётся, электрон пройдёт через барьер, и в цепи исток-сток начнёт протекать ток. При этом ток в цепи будет протекать порциями, что соответствует движению единичных электронов. Таким образом, управляя потенциалом на затворе, можно пропускать через кулоновские барьеры одиночные электроны. Количество электронов в наночастице должно быть не более 10 (а желательно и меньше). Это может быть достигнуто в квантовых структурах с размером порядка 10 нм.
Рассмотрим квантовые состояния электрона при разных потенциалах на затворе. В блокированном состоянии у электрона на истоке нет доступных энергетических уровней в пределах диапазона туннелирования (красная точка на рис. 2). Все уровни с меньшей энергией на острове заняты.
Когда к затвору прикладывается положительный потенциал, энергетические уровни на острове понижаются. Электрон (зелёный 1.) может туннелировать на остров (зелёный 2.), занимая свободный энергетический уровень. Отсюда он может туннелировать на сток (зелёный 3.), где он неупруго рассеивается и достигает на нём уровня Ферми (зелёный 4.).
Энергетические уровни на острове распределены равномерно; расстояние между ними ({\displaystyle \Delta E}) равно энергии, необходимой каждому последующему электрону для попадания на остров, обладающий ёмкостью {\displaystyle C}. Чем ниже {\displaystyle C}, тем больше {\displaystyle \Delta E}. Для преодоления кулоновской блокады необходимо выполнение трёх условий:
- напряжение смещения не может превышать энергии зарядки;
- тепловая энергия {\displaystyle k_{B}T} должна быть ниже энергии зарядки {\displaystyle E_{C}={\frac {e^{2}}{C}}}, либо электрон должен пройти квантовую точку за счёт теплового возбуждения;
- сопротивление туннелирования ({\displaystyle R_{t}}) должно быть больше, чем {\displaystyle {\frac {h}{e^{2}}}}, которое вытекает из принципа неопределённости Гейзенберга.

## Элементарная теория работы
Одноэлектронный транзистор содержит два туннельных перехода. Фоновый заряд диэлектрика, в котором находится островок, обозначен {\displaystyle q_{0}}, а {\displaystyle n_{1}} и {\displaystyle n_{2}} обозначают числа электронов, туннелирующих через первый и второй туннельные переходы, соответственно.
Соответствующие заряды на первом и втором туннельных переходах и на островке можно записать как:
{\displaystyle q_{1}=C_{1}V_{1}},
{\displaystyle q_{2}=C_{2}V_{2}},
{\displaystyle q=q_{2}-q_{1}+q_{0}=-ne+q_{0}},
где {\displaystyle C_{1}} и {\displaystyle C_{2}} — паразитные ёмкости утечки туннельных переходов. Учитывая соотношение {\displaystyle V_{b}=V_{1}+V_{2}}, можно получить следующие значения напряжений на туннельных переходах:
{\displaystyle V_{1}={\frac {C_{2}V_{b}+ne-q_{0}}{C_{\Sigma }}}},
{\displaystyle V_{2}={\frac {C_{1}V_{b}-ne+q_{0}}{C_{\Sigma }}}},
где {\displaystyle C_{\Sigma }=C_{1}+C_{2}}.
Электростатическая энергия двойного соединения туннельных переходов будет
{\displaystyle E_{C}={\frac {q_{1}^{2}}{2C_{1}}}+{\frac {q_{2}^{2}}{2C_{2}}}={\frac {C_{1}C_{2}V_{b}^{2}+(ne-q_{0})^{2}}{2C_{\Sigma }}}}.
Работа, выполненная при туннелировании электронов через первый и второй переходы, будет соответственно:
{\displaystyle W_{1}={\frac {n_{1}eV_{b}C_{2}}{C_{\Sigma }}}},
{\displaystyle W_{2}={\frac {n_{2}eV_{b}C_{1}}{C_{\Sigma }}}}.
Учитывая стандартное определение свободной энергии в виде:
{\displaystyle F=E_{\Sigma }-W},
где {\displaystyle E_{\Sigma }=E_{C}=\Delta E_{F}+E_{N}},
находим свободную энергию одноэлектронного транзистора:
{\displaystyle F\left(n,\ n_{1},\ n_{2}\right)=E_{C}-W={\frac {1}{C_{\Sigma }}}\left({\frac {1}{2}}C_{1}C_{2}V_{b}^{2}+\left(ne-q_{0}\right)^{2}+eV_{b}C_{1}n_{2}+C_{2}n_{1}\right)}.
Для дальнейшего рассмотрения необходимо знать изменение свободной энергии при нулевых температурах на обоих туннельных переходах:
{\displaystyle \Delta F_{1}^{\pm \;}=F(n\pm \;1,\ n_{1}\pm \;1,\ n_{2})-F(n,\ n_{1},\ n_{2})={\frac {e}{C_{\Sigma }}}\left[{\frac {e}{2}}\pm \;(V_{b}C_{2}+ne-q_{0})\right]},
{\displaystyle \Delta F_{2}^{\pm \;}=F(n\pm \;1,\ n_{1},\ n_{2}\pm \;1\pm \;1)-F(n,\ n_{1},\ n_{2})={\frac {e}{C_{\Sigma }}}\left[{\frac {e}{2}}\pm \;(V_{b}C_{1}-ne+q_{0})\right]}.
Вероятность туннельного перехода будет высокой тогда, когда изменение свободной энергии будет отрицательным. Основной член в приведенных выше выражениях и обусловливает положительное значение {\displaystyle \Delta F} до тех пор, пока приложенное напряжение {\displaystyle V_{b}} не превысит пороговое значение, которое зависит от наименьшей из ёмкостей. В общем случае для незаряженого островка ({\displaystyle n=0}, {\displaystyle q_{0}=0}) для симметричных переходов ({\displaystyle C_{1}=C_{2}=C}) имеем условие
{\displaystyle V_{th}=\left|V_{b}\right|\geq \;{\frac {e}{2C}}}
(то есть пороговое напряжение уменьшается в два раза по сравнению с одним переходом).
При нулевом значении приложенного напряжения, уровень Ферми на металлических электродах будет находиться внутри энергетической щели. При повышении напряжения до порогового значения возникает туннелирование слева направо, а при повышении обратного напряжения выше пороговой возникает туннелирование справа налево.
Существование кулоновской блокады четко видно на вольт-амперной характеристике одноэлектронного транзистора (графике зависимости тока стока от напряжения на затворе). При низких (по абсолютному значению) напряжениях на затворе ток стока будет равен нулю, а при повышении напряжения выше порога переходы ведут себя подобно омическому сопротивлению (случай одинаковой проницаемости переходов) и ток линейно растет. Здесь необходимо отметить, что фоновый заряд в диэлектрике может не только уменьшить, но и полностью заблокировать кулоновскую блокаду {\displaystyle q_{0}=\pm \;(0.5+m)e}.
В случае, когда проницаемость туннельных барьеров сильно отличается ({\displaystyle R_{T1}\gg \;R_{T2}=R_{T}}), возникает ступенчатая ВАХ одноэлектронного транзистора. Электрон туннелирует на островок через первый переход и удерживается на нём, вследствие высокого значения туннельного сопротивления второго перехода. Через некоторый промежуток времени электрон туннелирует через второй переход, однако этот процесс вызывает туннелирование второго электрона на островок через первый переход. Поэтому бо́льшую часть времени островок заряжен с превышением одного заряда. Для случая с обратной зависимостью проницаемости ({\displaystyle R_{T1}\ll \;R_{T2}=R_{T}}), островок будет незаселён и его заряд будет уменьшаться ступенчато. Только теперь можно понять принцип работы одноэлектронного транзистора. Его эквивалентную схему можно представить в виде последовательного соединения двух туннельных переходов, к точке соединения которых добавлен ещё один управляющий электрод (затвор), который соединен с островом через ёмкость управления {\displaystyle C_{g}}. Электрод затвора может изменять фоновый заряд в диэлектрике, поскольку затвор дополнительно поляризует островок так, что заряд островка становится равным величине
{\displaystyle q=-ne+q_{0}+C_{g}(V_{g}-V_{2})}.
Подставляя это значение в найденные выше формулы, находим новые значения для напряжений на переходах:
{\displaystyle V_{1}={\frac {(C_{2}+C_{g})V_{b}-C_{g}V_{g}+ne-q_{0}}{C_{\Sigma }}}},
{\displaystyle V_{2}={\frac {C_{1}V_{b}+C_{g}V_{g}-ne+q_{0}}{C_{\Sigma }}}},
где {\displaystyle C_{\Sigma }=C_{1}+C_{2}+C_{g}}. Электростатическая энергия должна включать в себя энергию, сохраненную на конденсаторе затвора, а работа, выполненная напряжением на затворе, должна быть учтена в свободной энергии:
{\displaystyle \Delta F_{1}^{\pm \;}={\frac {e}{C_{\Sigma }}}\left[{\frac {e}{2}}\pm \;V_{b}(C_{2}+C_{g})-V_{g}C_{g}+ne+q_{0}\right]},
{\displaystyle \Delta F_{2}^{\pm \;}={\frac {e}{C_{\Sigma }}}\left[{\frac {e}{2}}\pm \;V_{b}C_{1}+V_{g}C_{g}-ne+q_{0}\right]}.
При нуле температур разрешены только переходы с отрицательной свободной энергией: {\displaystyle \Delta F_{1}<0} или {\displaystyle \Delta F_{2}<0}. Эти условия могут быть использованы для нахождения областей стабильности в плоскости {\displaystyle V_{b}-V_{g}}.
При увеличении напряжения на электроде затвора, когда напряжение питания поддерживается ниже напряжения кулоновской блокады (то есть {\displaystyle V_{b}<e/C_{\Sigma }}), выходной ток стока будет осциллировать с периодом {\displaystyle e/C_{\Sigma }}. Эти области соответствуют провалам в области стабильности. Здесь необходимо отметить, что осцилляции туннельного тока протекают во времени, а осцилляции в двух последовательно соединенных переходах имеют периодичность по управляющему напряжению затвора. Тепловое уширение осцилляций растёт с ростом температуры в значительной степени.

## Направления исследований
Различные одноэлектронные приборы можно получить при увеличении количества туннельно-связанных наноостровов. Один из таких приборов — одноэлектронная ловушка. Главное свойство данного прибора — это так называемая би- или мультистабильная внутренняя зарядовая память. У одноэлектронной ловушки в пределах некоторого диапазона напряжения, прикладываемого к затвору, один из наноостровов (обычно ближайший к затвору) может быть в одном, двух или более устойчивых зарядовых состояниях, то есть содержать один, два или несколько электронов. На этой основе уже сегодня создаются различные логические элементы, которые в ближайшем будущем могут стать элементной базой нанокомпьютеров.
В 2008 году группа учёных из Манчестерского университета (А. К. Гейм, К. С. Новосёлов, Л. Пономаренко и др.) сообщила о результатах эксперимента, в котором доказана принципиальная возможность создания одноэлектронного транзистора c размерами около 10 нм. Подобный одноэлектронный транзистор может являться единичным элементом будущих графеновых микросхем. Исследователи графена считают, что можно сократить размеры квантовой точки до 1 нм, при этом физические характеристики транзистора не должны измениться.